# Overstek

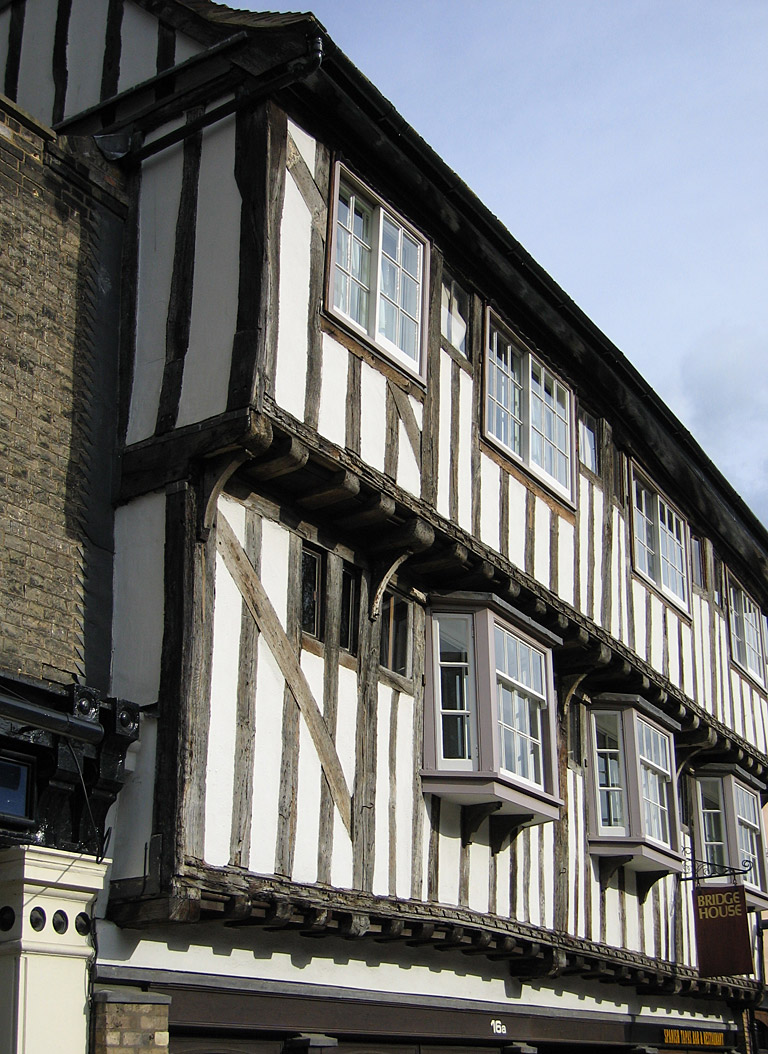
Overstek van de 1e verdieping over de begane grond, de 2e over de 1e verdieping en een hol gebogen dakschild boven de 2e verdieping.

Overstek is de horizontale voorsprong van een bouwdeel of bouwonderdeel, bijvoorbeeld een lijst, verdieping, goot of dak ten opzichte van het eronder staande. In de bouwkunde wordt ook wel gesproken van overkragen.

## Bouwkundige functie
Een overstekende goot of dak houdt het regenwater van de onderliggende gevel weg. In de vakwerkbouw werd ook een overstek toegepast voor de verdieping boven de begane grond.
Een andere functie is het groter maken van het pand, terwijl het een kleine bouwkundige voet heeft. Hierdoor kan de verdieping van een pand bijvoorbeeld over een steeg uitsteken.

## Cartografische weergave
In grootschalige cartografie wordt verschillend omgegaan met dakoverstek. Afhankelijk van de inwinningsmethode en het gebruik van de kaart kunnen gebouwen inclusief dakoverstek of exclusief dakoverstek (grondcontour) gekarteerd zijn. Bij luchtfotogrammetrische inwinning zoals bij topografische kaarten worden meestal gebouwcontouren inclusief dakoverstek verkregen. Voor het vastleggen van de locaties van perceelsgrenzen of kabels en leidingen zijn gebouwcontouren exclusief dakoverstek praktischer.

## Voorbeelden

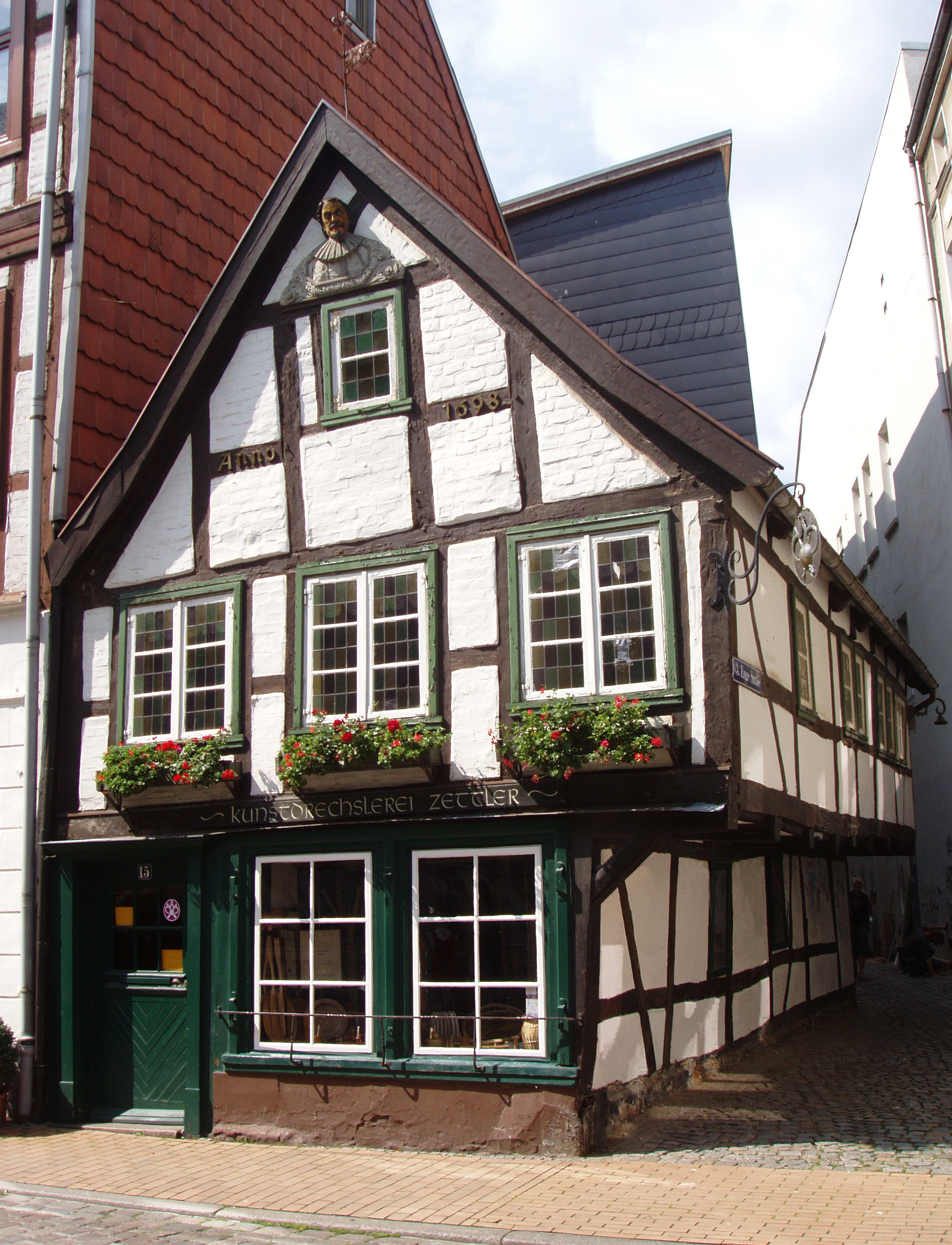
Overstek van huis boven de straat, oudste gebouw in Schwerin
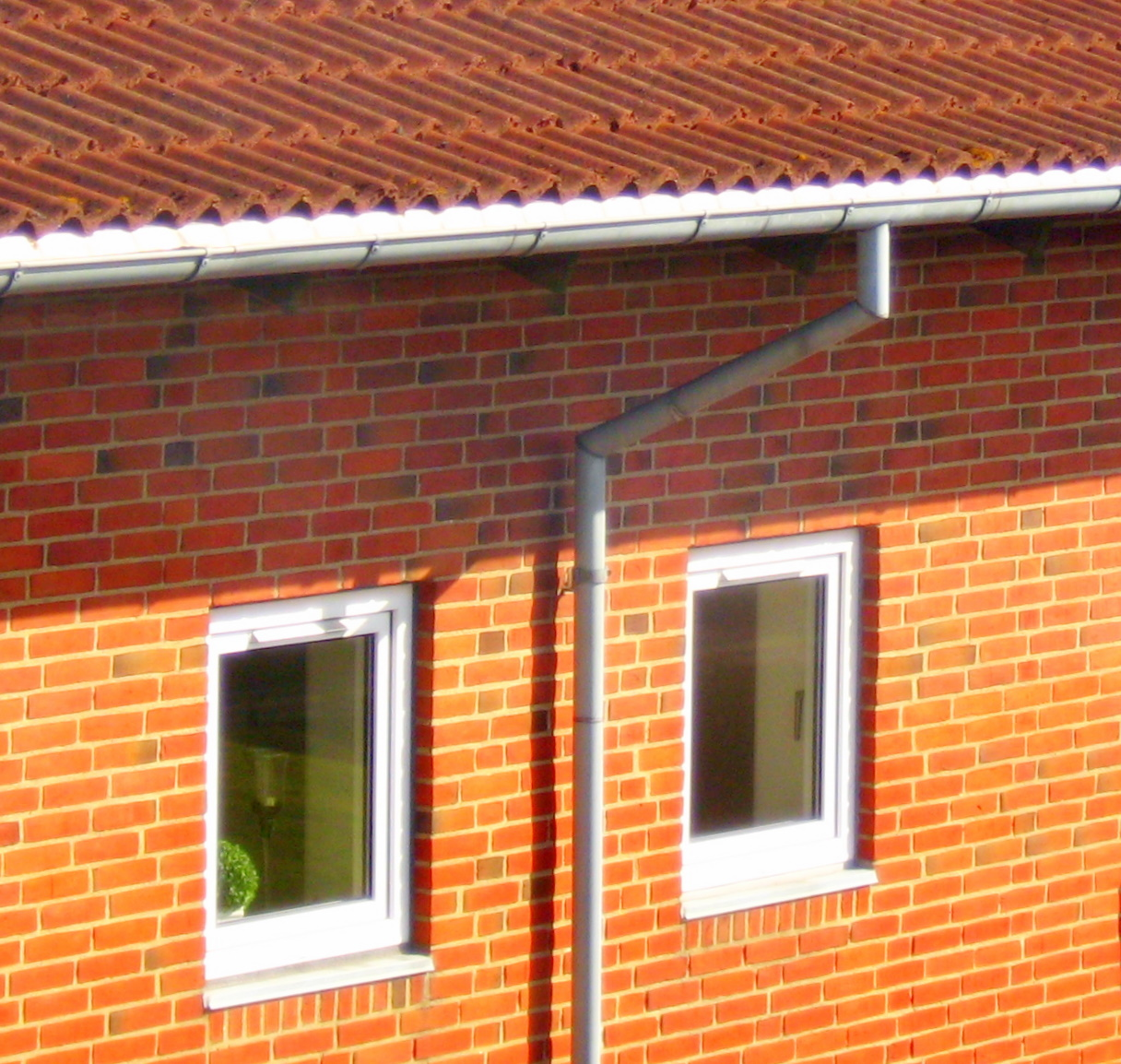
Een deel van het dak en de dakgoot zijn met een overstek aangebracht
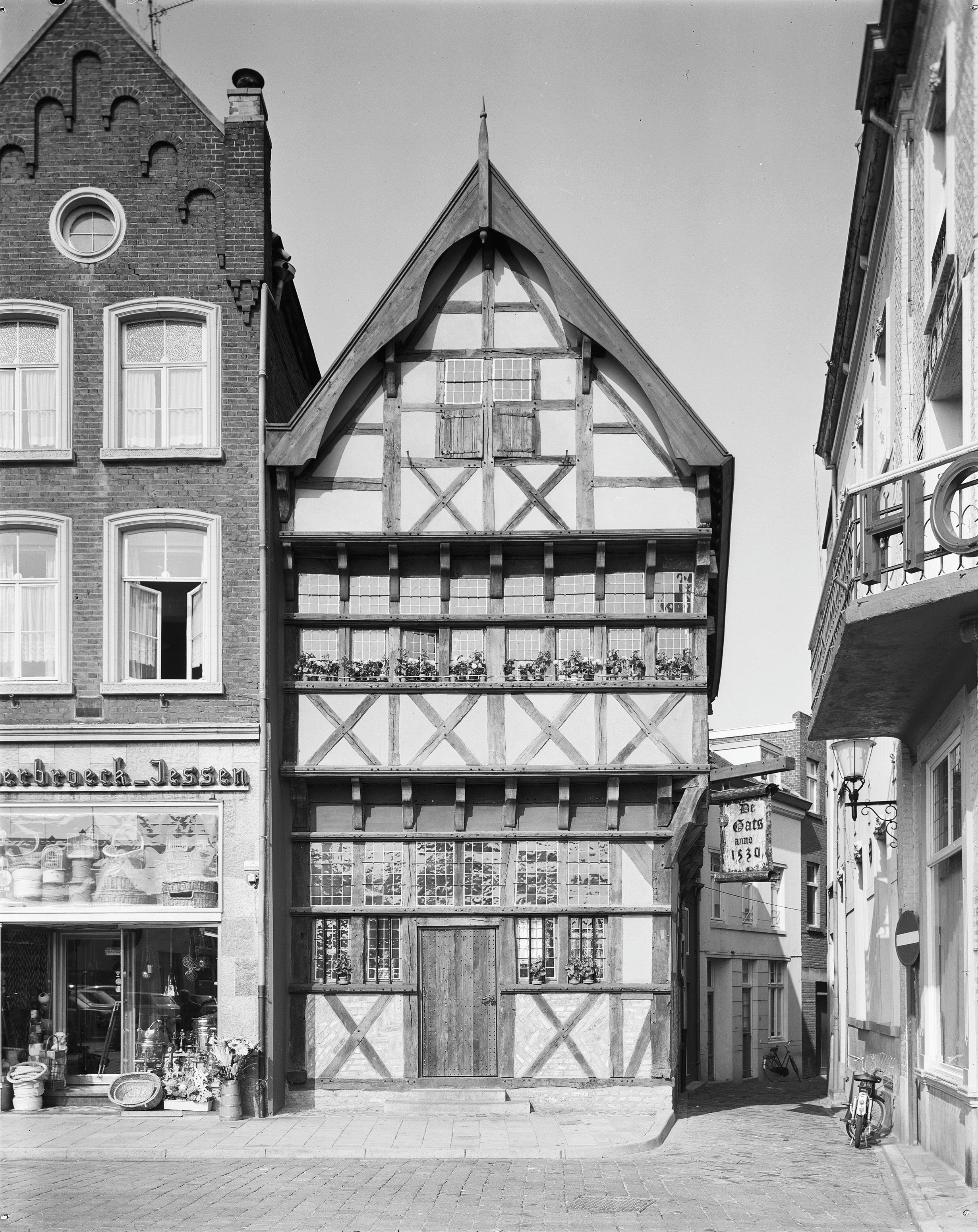
Woonhuis/winkel De Gats, Sittard, met over de hoek doorlopend overstek.
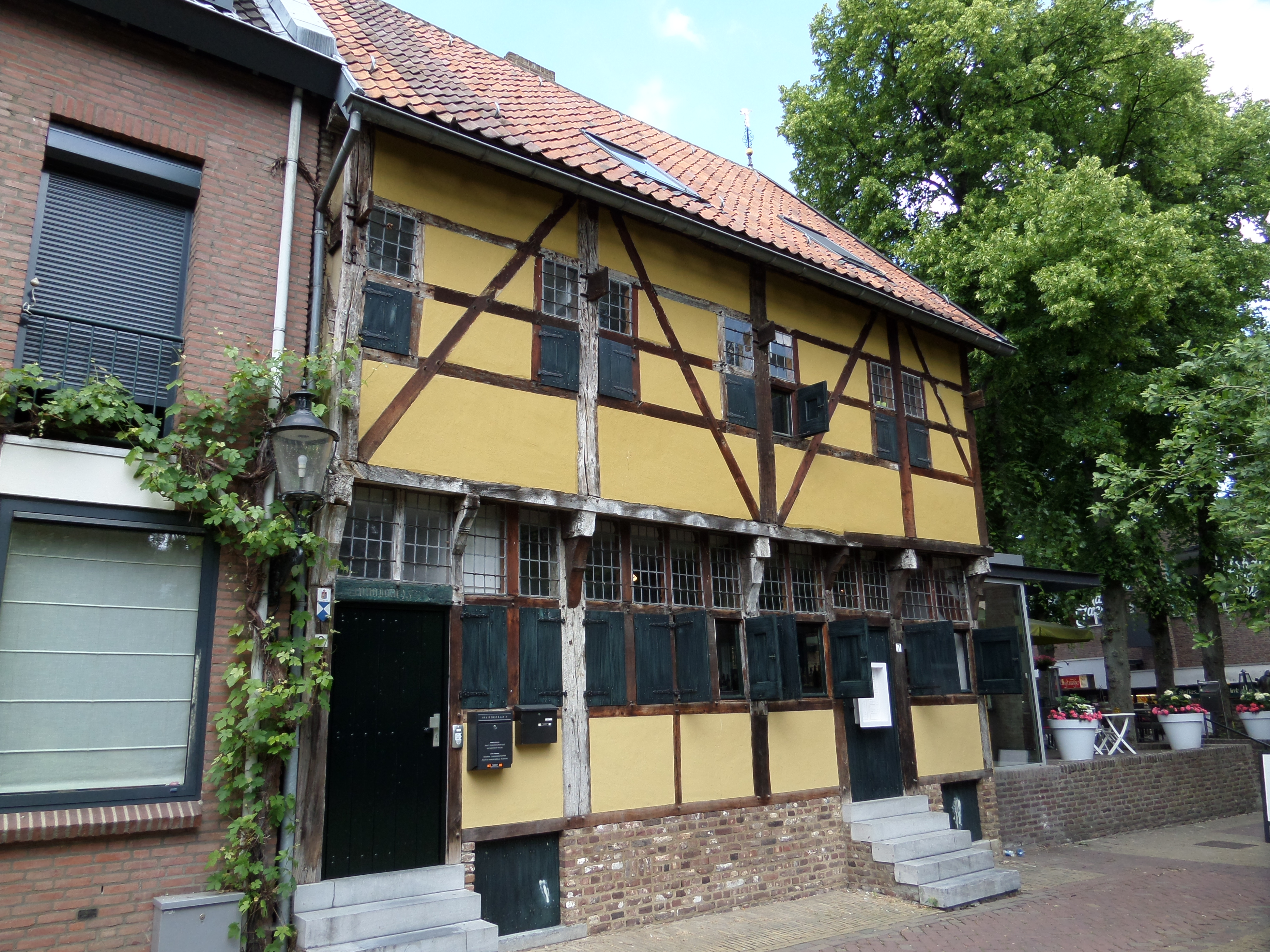
Woonhuis in de Gruizenstraat, Sittard, 1593.